# Five Nights at Freddy's: Sister Location
Five Nights at Freddy's: Sister Location aussi abrégé en FNaF: SL  aussi appelé Five Nights at Freddy's 5 et FNaF 5 est un jeu vidéo indépendant de type survival horror en pointer-et-cliquer (point-and-click) développé par Scott Cawthon. Il a été annoncé le 21 mai 2016, par un seul trailer sur la plateforme de vidéo Youtube, sur la chaîne du créateur du jeu. Le jeu a été publié sur Steam le 7 octobre 2016, puis le 22 décembre 2016 sur Android et le 3 janvier 2017 sur iOS. Le jeu a été publié sur console en 2020 (Le 18 juin pour la Nintendo Switch, le 10 juillet pour la Xbox One et le 21 juillet pour la PlayStation 4).

## Trame
Avant le début du jeu, une cinématique de prologue est présentée au joueur. Une personne inconnue interroge William Afton, supposé être le créateur des animatroniques du jeu, sur certains choix de conception qu'il a faits sur sa dernière création Circus Baby. William énumère plusieurs caractéristiques de cette dernière, telles que danser et chanter, gonfler des ballons directement au bout de ses doigts, prendre des demandes de chansons et sa capacité à distribuer de la glace. La personne n'est pas satisfait de cette réponse, car les caractéristiques mentionnées par William n'étaient pas ce à quoi il faisait allusion.
Le personnage que nous jouons, Mike ou bien Micheal Afton, nommé Eggs Benedict par HandUnit, est un nouvel employé de "Circus Baby's Entertainment and Rental", une entreprise de divertissement et de location d'animatroniques, initialement destinées à être utilisées dans une pizzeria appelée "Circus Baby's Pizza World", qui a fermée peu de temps avant son ouverture en raison de fuites de gaz. Au début de sa première nuit, son guide HandUnit lui confie ses tâches quotidiennes et explique que Circus Baby a été créé en réponse au succès et à la fermeture éventuelle de "Freddy Fazbear's Pizza".
Au début de la nuit 2, l’alimentation est coupée et HandUnit va essayer de le rétablir et demande donc à Mike de patienter. À ce moment-là, Circus Baby se réveille et informe Mike de la façon de survivre contre les animatroniques Bidybab, en se cachant sous le bureau dans un espace aménagé par un précédent employé. Par la suite HandUnit révèle qu'il faut rétablir le courant manuellement et Mike doit se rendre à la salle des disjoncteurs en passant par la galerie de Ballora, Circus Baby donne ensuite des conseils à Mike pour traverser la salle sans se faire attraper par la ballerine. Arrivé à la salle du disjoncteur, Mike doit alors réactiver les systèmes un par un, tout en éloignant l'animatronique Funtime Freddy avec des sons préenregistrés de sa marionette Bon-Bon.
La nuit 3, Mike est chargé de réparer Funtime Freddy dans la salle des Pièces et Entretien, il doit pour cela traverser le Funtime Auditorium en évitant Funtime Foxy. Durant la traversée, Circus Baby raconte l'histoire de la seule fois où elle a été sur scène, elle était consciente du nombre exact d'enfants qui s'y trouvaient, et lorsqu'une fillette s'approcha d'elle seule, son corps se contracta et la jeune fille disparut, elle entendait toujours des cris, mais elle ne sait pas pourquoi c'est arrivé. Arrivé dans la salle d'entretien, Mike suit les instructions de HandUnit, consistant à ouvrir les plaques faciales de l'animatronique et à désactiver Bon-Bon. Sa tâche accomplie, il traverse à nouveau le Funtime Auditorium où il est capturé par Funtime Foxy.
Il se réveille la nuit suivante, pris au piège dans une combinaison à ressort, dans la salle de Ramassage. Baby explique à Mike qu'elle l'a kidnappé et, alors que des employés commentent les dysfonctionnements récurrents de certains animatroniques, elle explique que contrairement à eux, elle a appris à «faire semblant». Alors que Ballora est récupérée par une grosse machine, Mike doit survivre face aux Minireenas tout en empêchant la combinaison à ressort de l'écraser.
La cinquième nuit, les deux employés sont retrouvés pendus dans la Galerie de Ballora et le Funtime Auditorium. Baby demande alors à Mike de détruire son corps en l'envoyant dans la Salle de Ramassage puis se rendre à un certain lieu en suivant ses instructions. De là, deux fins en découlent:
Dans la vraie fin, Mike se retrouve dans la Salle de Ramassage, où il voit derrière la vitre que les animatroniques se sont combinés en un seul corps appelé Ennard et souhaitent utiliser le corps de Mike comme un déguisement pour fuir l'installation. Mike est alors tué par le Ramasseur, une espèce de machine articulé, qui le vide de l'intérieur permettant à Ennard de revêtir sa peau.
Dans l'autre fin du jeu, Mike refuse d'écouter Baby et entre dans une pièce privée (qu'il peut ouvrir grâce à une carte d'accès récupérable dans le mini-jeu post-mortem). HandUnit lui informe qu'il est entré dans une zone interdite et qu'il doit attendre jusqu'à 6 heures du matin, le temps que l'équipe de nettoyage vienne le chercher, et qu'il sera ensuite licencié. Durant ce laps de temps, Mike doit repousser Ennard (en colère que Mike ait ignoré ses instructions), d'une manière similaire au premier opus. Après être rentré chez lui, Ennard pénètre dans son salon en rampant.
La mise à jour Custom Night inclut des cinématiques supplémentaires à la suite de la fin réelle; Le corps de Mike se décompose progressivement en un monstre à la peau pourpre, obligeant Ennard à l'abandonner et à entrer dans les égouts. Après cela, il est laissé sur le sol, probablement mort. Mais alors la voix de Baby retentit «Tu ne mourras pas», répète-elle, encore et encore. Mike se relève, apparemment devenu une sorte de mort-vivant. Il parle ensuite à son père de son séjour dans l’établissement, avant de partir à sa recherche. Pendant que cela se produit, la caméra se penche sur les ruines de Fazbear's Fight, d'où surgit Springtrap.

## Système de jeu
Le cirque possède plusieurs pièces qui ne sont accessibles au joueur que durant certaines nuits.
Le personnage de ce jeu ne peut pas attaquer.

## Accueil
- Destructoid : 6/10[1]
- Gamezebo : 3/5[2]